# Dingo (chien sauvage)
Pour les articles homonymes, voir Dingo.
Canis lupus dingo
Sous-espèce
Statut de conservation UICN

 VU  : Vulnérable
Synonymes
- Canis antarcticus (Kerr, 1792)
- Canis australasiae (Desmarest, 1820)
- Canis australiae (Gray, 1826)
- Canis dingo
- Canis dingoides (Matschie, 1915)
- Canis familiaris dingo
- Canis macdonnellensis (Matschie, 1915)
- Canis novaehollandiae (Voigt, 1831)
- Canis papuensis (Ramsay, 1879)
- Canis tenggerana (Kohlbrugge, 1896)
- Canis harappensis (Prashad, 1936)
- Canis hallstromi (Troughton, 1957)

Statut CITES
Le Dingo (Canis lupus dingo) ou warrigal est une sous-espèce férale de Canis lupus, issue de chiens (Canis lupus familiaris) retournés à l'état sauvage (marronnage). Le dingo ne forme pas une espèce distincte car il reste parfaitement interfécond avec le chien domestique et le loup gris commun. Ces chiens domestiques ont été introduits par l'être humain il y a environ quatre mille ans. Leur aire de répartition se situe en Asie du Sud-Est d'où il est originaire, il est également et surtout présent en Australie,.
Synonymes : Canis familiaris dingo, Canis dingo.
Les dingos modernes vivent, la plupart du temps, en Asie du Sud-Est, dans de petites poches de forêts naturelles restantes, et en Australie, particulièrement dans le nord du pays.
Le dingo présente des caractères communs avec le chien domestique comme avec le loup. Le nom « dingo » vient de la langue des Eora (aborigènes d'Australie), qui ont été les premiers habitants de la région de Sydney. Le Chien chanteur est parfois assimilé au dingo.

## Étymologie
Le nom « dingo » provient de la langue darug parlée par les aborigènes d'Australie de la région de Sydney. L'animal est appelé tingo lorsque c'est une femelle, dingo lorsque c'est un mâle, et worigal lorsqu'il s'agit d'un chien de grande taille. Plusieurs noms ont été attribués au dingo dans les langues aborigènes d'Australie, tels que warrigal, boolomo, dwer-da, joogoong, kal, kurpany, maliki, mirigung, noggum, papa-inura, et wantibirri.

## Description

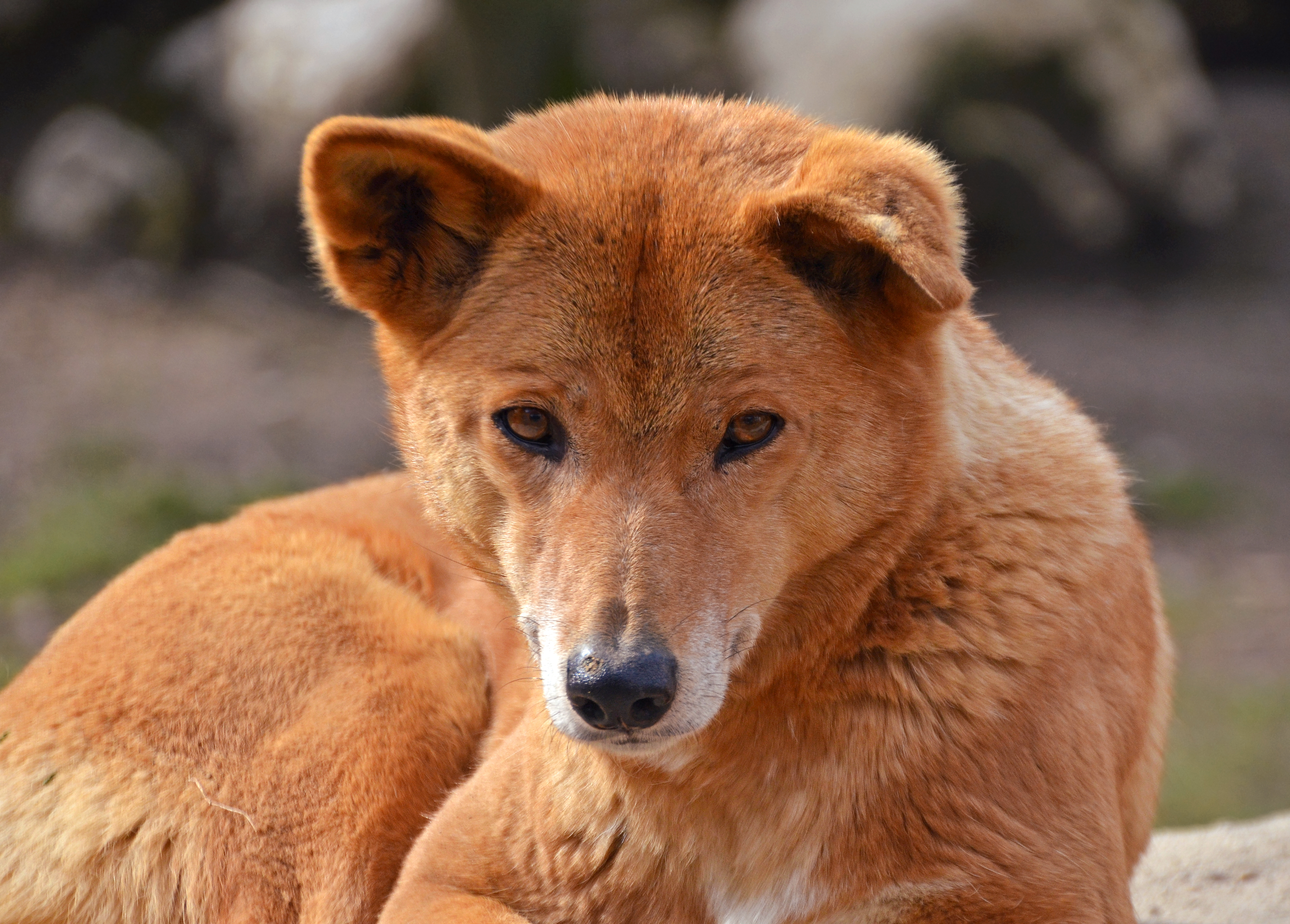
Portrait d'un dingo du zoo des Abrets (Isère).

Les dingos sont des Canidés, et ils descendent vraisemblablement des Loups gris (Canis lupus) domestiqués par l'homme puis retournés à l'état sauvage.
Les dingos mesurent 47 à 67 cm de haut à l'épaule et de 0,80 m à 1,20 m de longueur pour un poids de 10 à 20 kg selon les individus. Ils n’aboient pas, mais éternuent bruyamment lorsqu'ils se sentent menacés. Ce sont des animaux aux oreilles dressées, à la queue recouverte de poils durs, généralement roux mais parfois aussi noirs avec des taches blanches et rousses, ou bien même totalement blancs.
Ils vivent en bandes familiales de trois à douze individus, mais sont souvent vus seuls. La plupart appartiennent à un groupe social dont les membres se regroupent régulièrement notamment pendant la saison des amours, pour s’accoupler puis élever les petits.
Les dingos sont rapides, puisque leur vitesse de pointe est de 38 km/h en moyenne et jusqu'à 65 km/h au maximum, ils sont également endurants et peuvent parcourir de longues distances pour trouver de la nourriture et de l'eau. En fonction de la taille des proies disponibles, ils chassent seuls (petits mammifères, wallabys...) ou en petites meutes (kangourous, émeus, bovins, chevaux, dromadaires). Ce sont des prédateurs très opportunistes, qui se nourrissent de proies variées (mammifères, oiseaux, reptiles, insectes) et même de fruits.
Les dingos sont très prolifiques et peuvent avoir jusqu’à huit petits qu'ils mettent au monde dans des grottes ou dans des lieux retirés. Ceux-ci sont ensuite allaités pendant deux mois et restent très longtemps auprès de leurs parents. En revanche, comme les loups et contrairement aux chiens (domestiques ou sauvages), les dingos ne se reproduisent qu'une fois par an. Les Aborigènes se servaient d'ailleurs du nombre de naissances pour prédire une sécheresse durant l'année à venir : une portée très nombreuse signifierait une grande sécheresse (le fait d'avoir de nombreux petits augmente le nombre de survivants dans la portée, lors des années difficiles).
Ils n'ont pratiquement aucun ennemi naturel ; seuls les plus faibles d'entre eux sont la proie des aigles ou des serpents. C'est pourquoi il s'agit d'une espèce clé de voûte. En limitant les populations de leurs proies et/ou de leurs compétiteurs subordonnés, les prédateurs du haut de la chaîne peuvent moduler la diversité d’un système, et à long terme, augmenter la biodiversité animale à travers une série de liens trophiques. Leur seul véritable ennemi est l'homme, qui les a fortement chassés, notamment depuis l'arrivée des colons occidentaux.
Dans la moitié sud de l'Australie, la majorité des spécimens rencontrés sont des hybrides entre dingos et chiens communs. L'hybridation croissante des dingos avec les chiens domestiques est une des causes premières de la disparition de cette sous-espèce et a poussé l'UICN à classer en 2004 l'animal dans la catégorie « vulnérable » de sa liste rouge. Parmi les autres causes néfastes à la persistance des dingos, il convient de mentionner l'utilisation du poison 1080 par l'État australien, ainsi que les « bounties » (primes de chasse) autorisées (une peau de « chien sauvage » est rémunérée 50 dollars, sans qu'aucune vérification ne soit faite si ce n'est en se fondant sur le pelage de l'animal...).

## Répartition

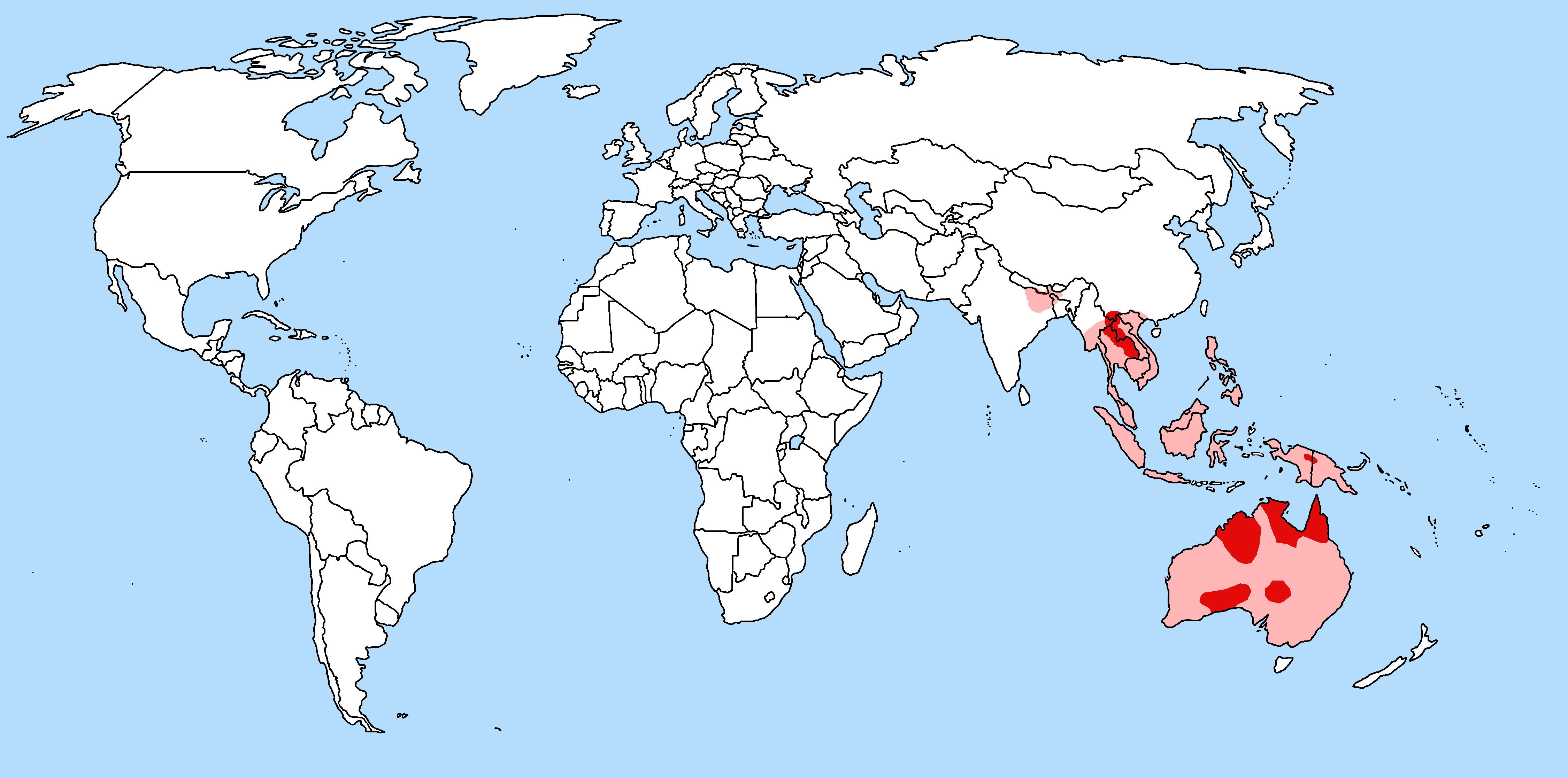
Répartition de l'espèce.

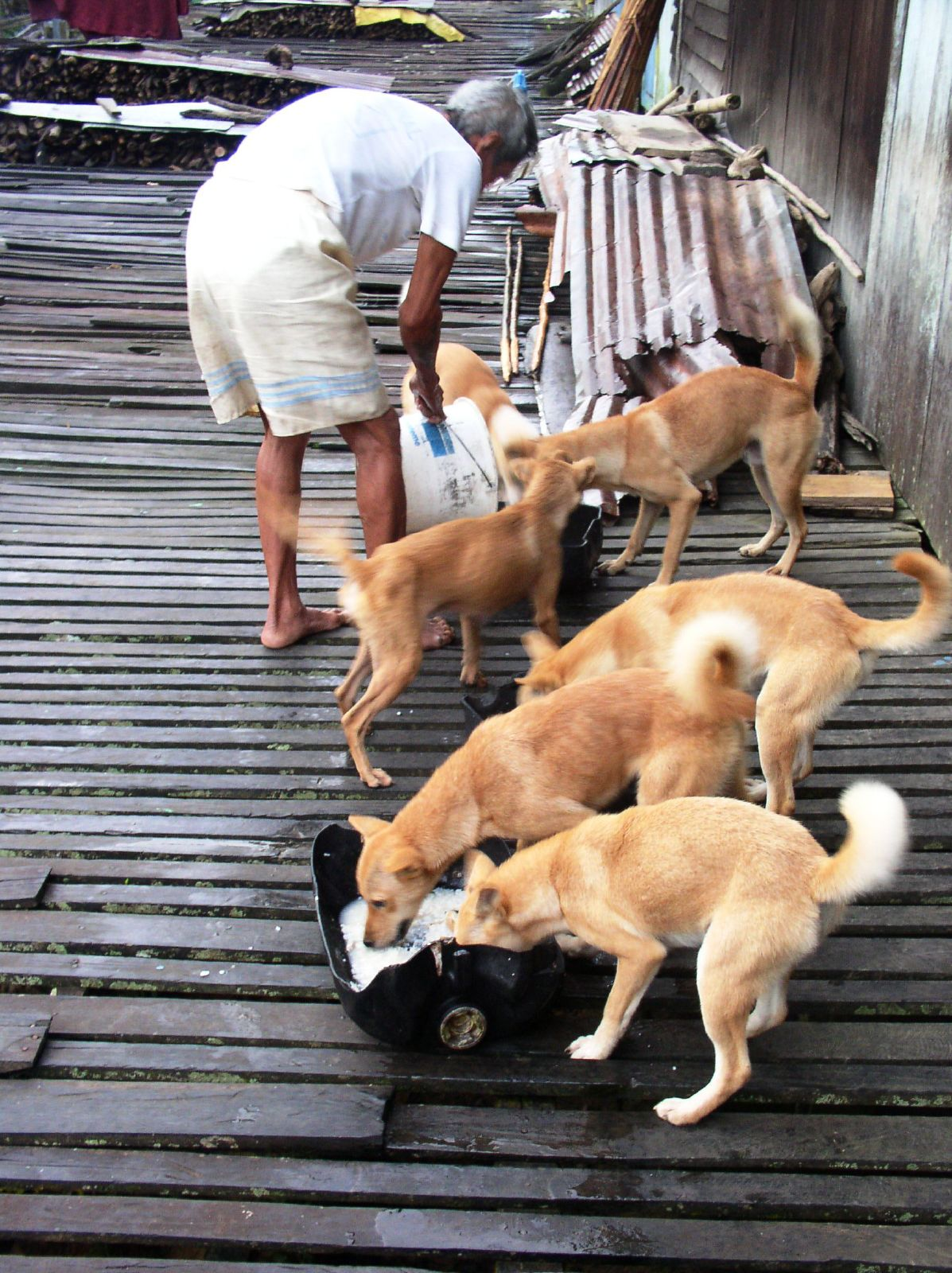
Chiens parias de Bornéo.

Bien que le terme dingo désigne généralement les populations de chiens sauvages d'Australie, il existe en fait un ensemble de populations de chiens sauvages d'apparence similaire et très proches génétiquement, voire étroitement apparentées. Ils sont donc qualifiés aujourd'hui assez souvent de dingos, même si certaines spécificités géographiques existent. Les dingos asiatiques sont ainsi un peu plus petits que les australiens.
Les principales populations sauvages se trouvent en Australie et en Thaïlande, bien que des groupes soient localisés au Myanmar (Birmanie), en Chine du Sud, au Laos, en Malaisie, en Indonésie, à Bornéo, aux Philippines et en Nouvelle-Guinée.
Ces animaux, originellement en voie de domestication, ont été semble-t-il importés par des navigateurs austronésiens lors de leur expansion en Océanie il y a 5 000 ans.
La femelle dingo a une période de gestation de 63 jours. Elle met bas une portée de 1 à 10 petits. La maturité sexuelle est atteinte à 24 mois.

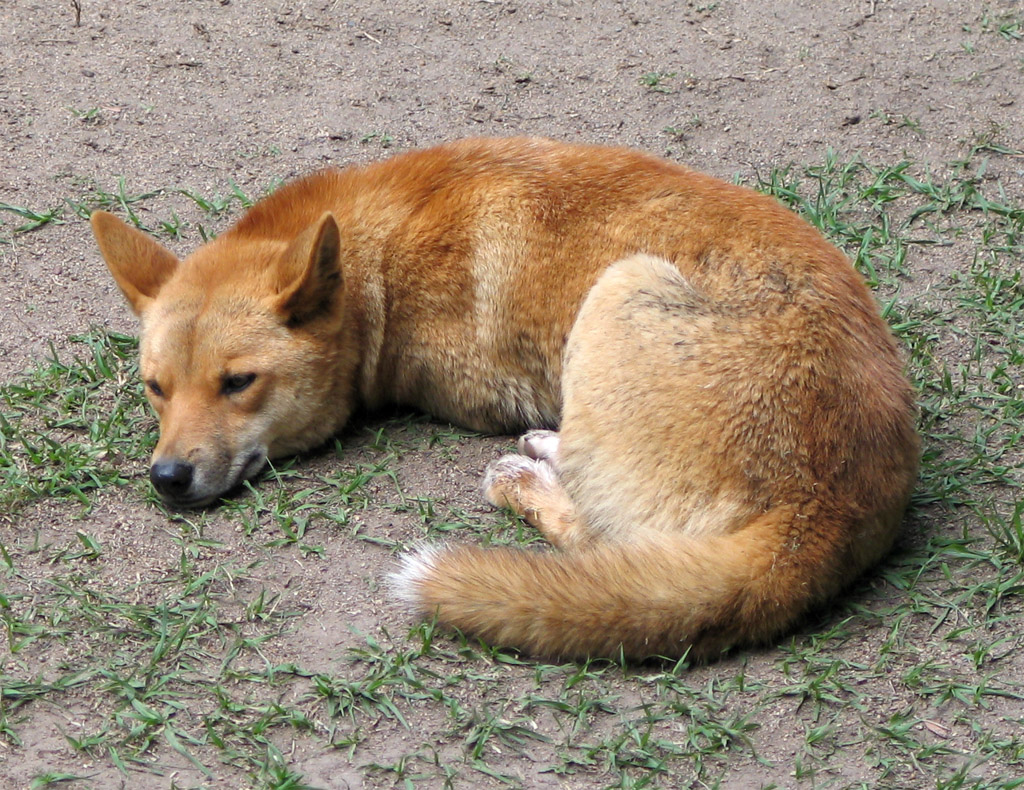
Dingo couché.

## Introduction en Australie
« Les preuves fossiles donnent à penser que les dingos sont arrivés en Australie il y a environ 3 500 à 4 000 ans, et se sont rapidement étendus à toutes les parties du continent océanique et de ses îles, à l'exception de la Tasmanie ».
Selon d'autres estimations, basées sur l'ADN mitochondrial, les dingos australiens descendent d'un groupe très réduit qui aurait été introduit un peu avant l'estimation précédente, soit il y a environ 5 000 ans, longtemps après l'arrivée des premiers hommes (environ 50 000 ans av. J.-C.). Il s’agissait de chiens initialement domestiques, quoique le doute puisse prévaloir à ce seul propos.
Les navigateurs austronésiens, qu'on pense avoir été les principaux « diffuseurs » du dingo, arrivent dans l'actuelle Indonésie et en Nouvelle-Guinée voilà seulement 3 500 à 4 000 ans, les dates plus récentes étant sans doute à retenir.
Les dingos ont formé rapidement une population sauvage (phénomène de marronnage), ce qui a eu un impact écologique important en causant certainement la disparition de plusieurs espèces. Les dingos ont ainsi évincé du continent les carnivores indigènes comme le thylacine (ou loup marsupial) et le diable de Tasmanie, si bien que ces deux espèces ont totalement disparu d'Australie (le diable de Tasmanie ne subsistant plus qu'en Tasmanie, où le dingo n'a pas été introduit).

## Dégâts causés par le dingo et création de la«Dingo Fence»
Chasseur comme son cousin le loup, le dingo s'attaque à une faune très diverse, des lapins aux kangourous, mais aussi au bétail, même s'ils préfèrent les kangourous. De nombreux Australiens pensent que les dingos sont une menace pour l’agriculture, les éleveurs de bétail en Australie voyant souvent les dingos s'attaquer à leurs troupeaux. Pour empêcher les dingos d’attaquer les troupeaux de moutons, le gouvernement australien entretient depuis les années 1880, la plus longue clôture au monde : la barrière à dingos (en anglais : Dingo Fence), parcourant les 5 200 km allant des Darling Downs (dans le Queensland) jusqu'à la Péninsule d'Eyre, en Australie-Méridionale. Elle protège ainsi tout le sud-est du pays des incursions du prédateur, notamment les États de Nouvelle-Galles du Sud et de Victoria.
Il arrive que les dingos s'attaquent à des humains. De nombreuses attaques sur des humains ont été signalées,. Des attaques sur des enfants, dont une attaque sur un bébé, ont même été signalées, comme la petite Azaria Chamberlain, une petite fille de neuf semaines, qui a vraisemblablement été enlevée par un dingo, qui l'a tirée hors de sa tente. Le film Un cri dans la nuit, de Fred Schepisi, sorti en 1988 s'inspire notamment de ce fait divers qui a beaucoup marqué les Australiens, d'autant que la mère d'Azaria, d'abord considérée comme coupable du meurtre de sa fille, a effectué trois ans de prison avant que de nouveaux éléments prouvent que c'était bien un chien sauvage qui en portait la culpabilité.